# 米歇爾灣

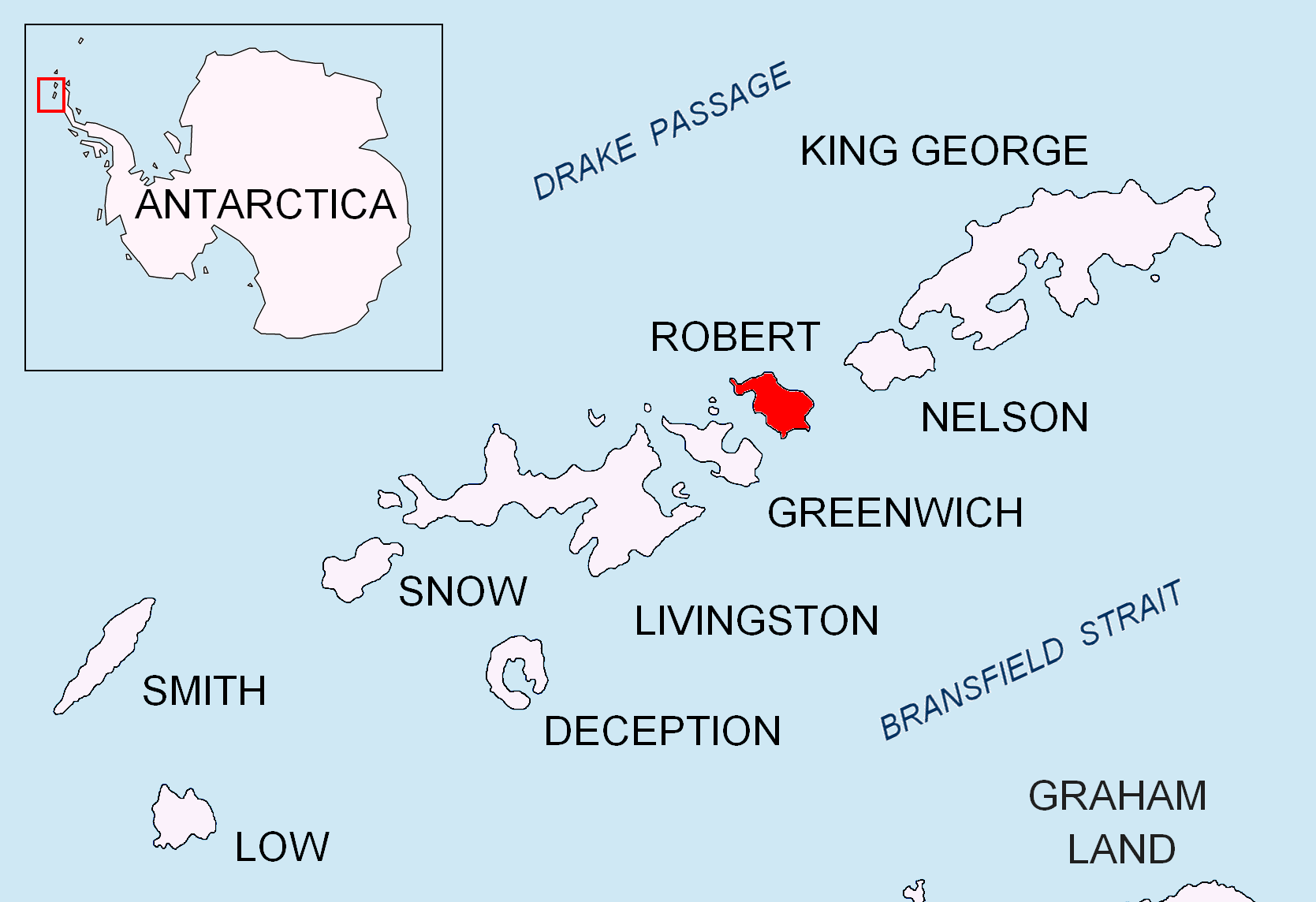

米歇爾灣（英語：Mitchell Cove），是南極洲的海灣，位於南設得蘭群島的羅伯特島西南岸，處於阿爾法塔半島東南面，入口處在德貝利亞諾夫角和內格拉角之間，長3公里、寬2.8公里，現時由南極條約體系管理。